# Писар Бартлбі
«Пи́сар Ба́ртлбі» (англ. Bartleby, the Scrivener) — оповідання класика американської літератури Германа Мелвілла зі збірки «Оповідання на веранді». Вперше опубліковане частинами в журналі «Putnam's Magazine» у листопаді — грудні 1853 року. Сюжет твору побудований на історії скромного працівника, який починає тихо опиратися будь-яким змінам у своєму професійному, а зрештою й особистому житті. Проблема бунтівного характеру і його взаємодії з соціальним оточенням є основною в цьому оповіданні.

## Сюжет
Розповідь ведеться від імені власника невеликої юридичної контори, у підпорядкуванні якого є два працівники для копіювання численних документів. Перший — товстун на прізвисько Індик. Він схильний до випивки, тому добре працює лише до обіду, а потім починає робити помилки. Інший — хворобливий молодик на прізвисько Кусючка. У нього розлад шлунку, тому зранку він нестерпний, а після обіду працює безвідмовно. Є ще кур'єр — веселий і безтурботний підліток Імбирний Пряник. Своє прізвисько він отримав через любов до означених ласощів.
Щоби пожвавити роботу цього розгойданого колективу, юрист винаймає ще одного писаря. Новий працівник на прізвище Бартлбі ні з ким не товаришує і не ворогує, весь час він проводить у себе за ширмою, мовчки, невтомно і чисто переписуючи папери. Здається у нього взагалі немає недоліків, якщо не вважати незначне дивацтво — він відмовляється вичитувати написане, хоча традиційно це обов'язок того, хто переписував документ. За нього цю роботу виконують Індик з Кусачкою, що викликає похмуру невдоволеність з їхнього боку. Проте далі ситуація починає розгортатися непередбачувано. Бартлбі ввічливим звертанням «Я волів би цього не робити» відмовляється від все більшої кількості додаткових доручень. Юрист обурений, але відчуває до підлеглого дивну приязнь, тому не наважується його звільнити. Він виявляє, що Бартлбі не тільки працює, але й живе у його конторі, харчуюсь самими лише копійчаними пряниками. Очевидно, це відкинутий суспільством беззахисний одинак.
З часом копіювальної роботи для Бартлбі залишається все менше, а час, проведений у вимушеному байдикуванні, збільшується, тому зрештою юрист попереджає того про звільнення. Однак наступного ранку після розрахунку знаходить Бартлбі за ширмою. Звичним «Я волів би цього не робити» писар просто відвойовує право безкоштовного проживання в конторі. На дивакуватого «співмешканця» починають звертати увагу клієнти. Щоби зберегти бізнес, юрист переїджає до іншого офісу. Але по деякім часі до нього звертається домовласник старої контори з проханням «забрати свого працівника», який заважає новим орендарям. Відчуваючи відповідальність за хвору людину, для якої він був останнім працедавцем, юрист пропонує Бартлбі переїхати до нової контори таким само пожильцем, яким він був на старому місці. Але той нізащо не хоче покидати уподобане житло. У цій безвиході Бартлбі заарештовують констеблі і запроторюють до в'язниці. Юрист доплачує в'язничному кухареві за якісну їжу для нещасного арештанта, але той відмовляється від неї і за кілька днів помирає.

## Аналіз твору
Літературознавці вважають оповідання «Писар Бартлбі» одним з найвизначніших у малій прозі Германа Мелвілла. У цьому творі бачать відтворення нової філософії XIX сторіччя, за якою у капіталістичному суспільстві залишається місце тільки розумним людям, а критерієм розумності виступає суто економічна активність. Бартлбі не порушує закон, не краде, живе ощадно своїм коштом, але системі цього замало і вона опосередковано знищує малу людину. Сам письменник явно симпатизує головному герою свого оповідання, адже Бартлбі — єдина людина в конторі, відома під справжнім ім'ям, в той час як пристосуванці Індик і Кусачка залишаються умовними фігурами. Цим Герман Мелвілл неначе хоче показати, що суспільна цінність людини полягає не тільки і не стільки у видимих результатах праці, скільки у виконанні нею певного (можливо, незрозумілого оточенню) призначення.
Психологи досліджують цей твір з точки зору проявів психічної хвороби. На думку спеціалістів, головний герой оповідання демонструє симптоми важкої депресії, а саме уникання соціальних контактів, небажання працювати і просто харчуватися за відсутності мотивації (для нього це проживання у певному приміщенні).
Також поширена думка, що в цьому оповіданні Герман Мелвілл алегорично зобразив себе самого. Справді, написанню «Писаря Бартлбі» передували прохолодне ставлення до «Мобі Діка» і нищівна критика його попереднього роману «П'єр, або Двозначності». Після цього письменник відчував себе відкинутим, але при цьому зазначав, що інакше (тобто в інакшому стилі) він писати не може. Тихий, але невгамовний спротив Бартлбі схожий на його особистий творчий протест. Цей твір в історії американської літератури вважають предтечею напрямку абсурдизму.